# Червоний лев (Люксембург)
Червоний лев (люксемб. Letzeburger Ro'de Lé'w) або LRL — організація, яка брала участь у Руху Опору в Люксембурзі у період перебування на території держави частин Вермахту в роки Другої світової війни.

## Історія
Створена організація в жовтні 1941 року у місті Отшараж.
Організація проводила підривну діяльность проти нацистів протягом усього періоду окупації Люксембургу, в основному в південній, західній та центральній його частинах. «Червоний лев» займався приховуванням осіб різного роду від поліції і направленням їх у Францію для того, щоб забезпечити їм подальшу безпеку. Також організація брала участь у пропагандистській роботі серед населення з метою надання більш потужного опору місцевій окупаційній владі. У бункері Гондсбеш, в районі міста Нідеркорн, переховувалися 122 хлопці-люксембуржці, які не побажали нести службу у Вермахті, а також ряд осіб, що були оголошені нацистами як політичні злочинці.
У березні 1944 року «Червоний лев» увійшов до складу «Союзу організацій Руху Опору».